# Nati nel 1699
| Questa pagina contiene informazioni ricavate automaticamente dalle voci biografiche con l'ausilio del template Bio e di un bot. L'aggiornamento è periodico e automatico e ricostruisce completamente la pagina. Se manca una persona in questa lista, sei pregato di non aggiungerla, ma accertati piuttosto che la sua voce biografica contenga il template Bio e che i dati anagrafici siano correttamente compilati. Se il template Bio manca, inseriscilo tu stesso o, in alternativa, metti l'avviso {{tmp\|Bio}} che ne segnala la mancanza. Se i dati riportati sono sbagliati, correggi direttamente la voce biografica; le modifiche saranno visibili in questa lista entro pochi giorni. Per chiarimenti vedi il progetto biografie. La lista contiene solo le 107 persone che sono citate nell'enciclopedia e per le quali è stato implementato correttamente il template Bio. Pagina aggiornata al 2 lug 2025. |

## Gennaio(9)
- 2 gennaio - Osman III, sultano ottomano († 1757)
- 9 gennaio - Robert Joseph Pothier, giurista francese († 1772)
- 10 gennaio - Giacomo Martorelli, filologo italiano († 1777)
- 14 gennaio - Jakob Adlung, organista e teorico della musica tedesco († 1762)
- 17 gennaio - Marie Isabelle de Rohan, nobile francese († 1754)
- 22 gennaio - Giuseppe Ignazio Filippo d'Assia-Darmstadt, vescovo cattolico tedesco († 1768)
- 26 gennaio - Ambrogio Caracciolo, I principe di Torchiarolo, principe e militare italiano († 1746)
- 29 gennaio - Gustav David Hamilton, generale svedese († 1788)
- 30 gennaio - Francesca Giuseppa di Braganza, principessa portoghese († 1736)

## Febbraio(7)
- 9 febbraio - Étienne Jeaurat, pittore e incisore francese († 1789)
- 11 febbraio - Bertrand-François Mahé de La Bourdonnais, militare e politico francese († 1753)
- 15 febbraio - Giovanni Maria Morlaiter, scultore italiano († 1781)
- 17 febbraio - Lodovico Costa della Trinità, politico e militare italiano († 1772)
- 17 febbraio - Georg Wenzeslaus von Knobelsdorff, architetto tedesco († 1753)
- 24 febbraio - Domenico La Bruna, pittore italiano († 1763)
- 24 febbraio - Giuseppe Pascaletti, pittore italiano († 1757)

## Marzo(5)
- 15 marzo - Anselm Desing, filosofo, storico e giurista tedesco († 1772)
- 23 marzo - John Bartram, botanico statunitense († 1777)
- 25 marzo - Johann Adolf Hasse, compositore tedesco († 1783)
- 26 marzo - Hubert-François Gravelot, pittore, disegnatore e incisore francese († 1773)
- 31 marzo - Françoise-Louise de Warens, nobile svizzera († 1762)

## Aprile(6)
- 13 aprile - Giuseppe Guglielmo Ernesto di Fürstenberg, principe († 1762)
- 14 aprile - Marija Andreevna Matveeva, nobildonna russa († 1788)
- 14 aprile - Federico III di Sassonia-Gotha-Altenburg, duca († 1772)
- 19 aprile - Valentin Metzinger, pittore sloveno († 1759)
- 27 aprile - Alberto Volfango di Schaumburg-Lippe, nobile († 1748)
- 27 aprile - Jacopo Stellini, abate, scrittore e filosofo italiano († 1770)

## Maggio(11)
- 3 maggio - Gabriel Herman Antun Patačić, arcivescovo cattolico croato († 1745)
- 5 maggio - Hubert Drouais, pittore e miniatore francese († 1767)
- 6 maggio - Vittorio Amedeo di Savoia, principe italiano († 1715)
- 13 maggio - Sebastião José de Carvalho e Melo, nobile e politico portoghese († 1782)
- 14 maggio - Hans Joachim von Zieten, generale prussiano († 1786)
- 24 maggio - Adam Ignacy Komorowski, arcivescovo cattolico polacco († 1759)
- 25 maggio - Anna Leszczyńska, nobildonna polacca († 1717)
- 26 maggio - Nikita Jur'evič Trubeckoj, ufficiale e politico russo († 1767)
- 27 maggio - Bernardino de Bernardis, vescovo cattolico italiano († 1758)
- 27 maggio - Gianantonio Guardi, pittore italiano († 1760)
- 28 maggio - Laurent Cars, pittore e incisore francese († 1771)

## Giugno(7)
- 2 giugno - Marie-Thérèse Rodet Geoffrin, francese († 1777)
- 6 giugno - 'Alamgir II, sovrano mongolo († 1759)
- 7 giugno - Franz Anton Pilgram, architetto austriaco († 1761)
- 8 giugno - Benedetto Alfieri, architetto e politico italiano († 1767)
- 15 giugno - Anton Corfitz Ulfeldt, nobile, diplomatico e politico austriaco († 1769)
- 20 giugno - Guglielmo Gustavo di Anhalt-Dessau, nobile († 1737)
- 28 giugno - Bernardino de Vecchi, cardinale italiano († 1775)

## Luglio(4)
- 14 luglio - Vere Beauclerk, I Barone Vere, politico e ammiraglio inglese († 1781)
- 14 luglio - Philipp Ludwig von Sinzendorf, cardinale austriaco († 1747)
- 28 luglio - Amalia d'Este, nobile italiana († 1778)
- 30 luglio - Giuseppe Marchesi, pittore italiano († 1771)

## Agosto(5)
- 5 agosto - Ferdinando Maria Innocenzo di Baviera, principe e generale tedesco († 1738)
- 11 agosto - Vittorio Giovardi, letterato, giurista e presbitero italiano († 1785)
- 17 agosto - Bernard de Jussieu, botanico e medico francese († 1777)
- 21 agosto - Giovanni Bragadin, patriarca cattolico italiano († 1775)
- 29 agosto - Mastani, indiana († 1740)

## Settembre(3)
- 12 settembre - John Martyn, botanico inglese († 1768)
- 26 settembre - Charles Macklin, attore teatrale irlandese († 1797)
- 29 settembre - Charles Calvert, V barone Baltimore, nobile e politico irlandese († 1751)

## Ottobre(5)
- 2 ottobre - Antonio Calegari, scultore italiano († 1777)
- 4 ottobre - Vieira Lusitano, pittore, illustratore e incisore portoghese († 1783)
- 8 ottobre - Gottfried Prehauser, attore teatrale e commediografo austriaco († 1769)
- 22 ottobre - Giovanni Battista Mazzoleni, scultore italiano († 1769)
- 24 ottobre - Giuseppe Grisoni, pittore fiammingo († 1769)

## Novembre(8)
- 2 novembre - Jean-Baptiste-Siméon Chardin, pittore francese († 1779)
- 9 novembre - Stefano Pozzi, pittore italiano († 1768)
- 11 novembre - Ferdinando Fuga, architetto italiano († 1782)
- 11 novembre - Sulaiman Badrul Alam Shah di Johor, sovrano malese († 1760)
- 13 novembre - Jan Zach, compositore boemo († 1773)
- 25 novembre - Pierre Subleyras, pittore francese († 1749)
- 29 novembre - Giovanni Battista De Bonis, medico italiano († 1772)
- 30 novembre - Cristiano VI di Danimarca, re († 1746)

## Dicembre(7)
- 2 dicembre - Gaston Pierre de Lévis-Mirepoix, generale francese († 1757)
- 8 dicembre - Maria Giuseppa d'Austria, nobile austriaca († 1757)
- 14 dicembre - Félix Cary, storico e numismatico francese († 1754)
- 20 dicembre - Christoph Thomas Scheffler, pittore tedesco († 1756)
- 23 dicembre - Leopoldo de Gregorio, marchese di Squillace, politico e diplomatico italiano († 1785)
- 29 dicembre - Friedrich Ludwig Abresch, filologo classico e grecista olandese († 1782)
- 30 dicembre - Antonio Falangola, vescovo cattolico italiano († 1761)

## Senza giorno specificato(30)
- William Aislabie, politico inglese († 1781)
- Ivan Aleksandrovič Balakirev, giullare russo († 1763)
- Alessandro Bandiera, presbitero, letterato e pedagogista italiano († 1770)
- Jan Pieter van Baurscheit il Giovane, scultore e architetto fiammingo († 1768)
- Robert Blair, poeta scozzese († 1746)
- Antonio Giuseppe Bossi, stuccatore italiano († 1764)
- Matteo Brida, pittore italiano († 1744)
- Giuseppe Ferdinando Brivio, compositore, direttore d'orchestra e violinista italiano († 1758)
- Alessandro Calegari, scultore italiano († 1765)
- Simone Calimani, rabbino e scrittore italiano († 1784)
- Carlo Francesco Ercole Castelbarco, militare italiano († 1734)
- Jean-Claude Chambellan Duplessis, orafo e scultore francese († 1774)
- Carlos Francisco de Croix, generale spagnolo († 1786)
- John Dyer, poeta gallese († 1757)
- George Faulkner, editore irlandese († 1775)
- Carlo Franchi, giurista e mecenate italiano († 1769)
- William Ged, inventore e orafo britannico († 1749)
- Aurelio Anselmo Grue, ceramista italiano
- Anna Maria del Liechtenstein, principessa austriaca († 1753)
- Edward Lovett Pearce, architetto irlandese († 1733)
- Maẓhar, poeta e religioso indiano († 1781)
- Benedetto Micheli, musicista, librettista e poeta italiano († 1784)
- Musli Kadin, ottomana († 1750)
- John Müller, matematico, ingegnere e educatore tedesco († 1784)
- Giuseppe Nogari, pittore italiano († 1763)
- Franz Ludwig Pfyffer von Altishofen, ufficiale svizzero († 1772)
- Agostino Ratti, pittore italiano († 1775)
- Joachim Andreas Stukenbrock, minatore tedesco († 1756)
- Girolamo Vandelli, scienziato italiano († 1776)
- Ivan Višnjakov, pittore russo († 1761)